# Compagnie de télégraphie sans fil
La Compagnie de télégraphie sans fil, ancêtre de l'agence Belga a été fondée à Bruxelles en 1900 pour utiliser les brevets de TSF de Marconi.

## Histoire
Maurice Travailleur a été en 1900 l'un des cofondateurs et administrateurs de la Compagnie de télégraphie sans fil, une société anonyme faisant office de filiale belge de Marconi, et travaillant avec les allemands dans les technologies radios avancées. La Compagnie de Télégraphie sans Fil possède alors les brevets Marconi non seulement pour la Belgique mais aussi pour l'Allemagne et installe, avec Telefunken, des stations dans 110 navires allemands. En 1911, elle s'associe avec trois sociétés allemandes, qui entrent à son capital à hauteur de 55 %, dont Telefunken.
Les associés créent en 1913 une nouvelle société appelée « Compagnie internationale de télégraphie sans fil », au capital de 2,25 millions de francs, dont Telefunken Marconi Gesellschaft et la Compagnie de Télégraphie sans Fil détiennent chacun un quart du capital. L'objectif est d'équiper toute l'Europe de TSF. Au même moment, une technologie plus puissante est testée au Congo belge par un autre Belge, Robert Goldschmidt, qui avait déjà lancé des émissions en 1907 depuis le Palais de justice de Bruxelles, ce qui entraîne une réunion interministérielle allemande. Robert Goldschmidt tente alors d'assurer une liaison permanente entre la colonie belge du Congo et Bruxelles, par la TSF. Sous sa direction et après des essais, dix postes de TSF, échelonnés de Borna à Élisabethville, sont installés en 1912-1913, constituant le premier réseau africain de TSF, qui diffuse des programmes réguliers à l'intention des Belges du Congo, chaque samedi.
Au même moment, Émile Girardeau et Joseph Béthenod, constatant qu'il n'y a pas en France  d'entreprises comme Marconi et Telefunken fondent en 1910 la Société française radio-électrique (SFR) qui testera en Afrique-Équatoriale française la liaison Brazzaville-Loanga pour fournir l'armée en 1914 et se transformer en 1918 en Compagnie générale de télégraphie sans fil, financée par la Banque de Paris et des Pays-Bas (BPPB) qui avait des participations dans SFR et la Compagnie française des câbles télégraphiques (CFCT).
Maurice Travailleur a ensuite fondé le 20 août 1920 l'Agence Belga avec le juriste et économiste Pierre-Marie Olivier et 5 millions de francs belges apportés par 234 compagnies, essentiellement des sociétés industrielles mais pas de groupes de médias, et 11 particuliers. Jusqu'en 1920, l'agence Havas opérait un bureau d'informations à Bruxelles couvrant la Belgique, mais après la Première Guerre mondiale, le Roi des Belges a voulu que le pays se dote d'une agence nationale.